# Phichit
Phichit, (thai:  พิจิตร) är en provins (changwat) i centrala Thailand. Provinsen hade 572 989 invånare år 2000, på en area av 4 531,0 km². Provinshuvudstaden är Phichit town.

## Administrativ indelning
Provinsen är indelad i 12 distrikt (amphoe). Distrikten är i sin tur indelade i 89 subdistrikt (tambon) och 852 byar (muban). 